# 乌默斯巴赫
乌默斯巴赫是德国莱茵兰-普法尔茨州的一个市镇。总面积4.34平方公里，总人口429人，其中男性215人，女性214人（2011年12月31日），人口密度99人/平方公里。